# Wolf 1061c
Wolf 1061c – planeta pozasłoneczna typu superziemia orbitująca wokół czerwonego karła o oznaczeniu Wolf 1061.

## Odkrycie
Planeta została odkryta w 2015 roku. Do jej odnalezienia użyto metody pomiaru zmian prędkości radialnej.

## Charakterystyka
Planeta ta krąży wokół gwiazdy w odległości około 0,089 j.a. po prawie kołowej orbicie o mimośrodzie około 0,11. Okres orbitalny planety wynosi 3,41 dni, masa co najmniej 3,41 mas Ziemi, zaś promień około 1,66 promienia Ziemi.